# Morning Arch
「Morning Arch」（モーニング・アーチ）は、河野マリナの楽曲。彼女の1枚目のシングルとして2011年5月25日にアニプレックスから発売された。

## 概要
2010年のアニマックス・ひかりTV主催の第4回全日本アニソングランプリで優勝した、河野マリナのデビューシングル。
初回限定盤には『Morning Arch』のPVが収録されたDVDと描きおろしイラストバックカバーが、通常盤初回仕様には描きおろしイラストワイドキャップステッカーがそれぞれ封入されている。河野によれば「新しいノートの1ページ目のような、まっさらで希望に満ちたワクワクする曲」とのこと。

## 収録曲
（全作詞：こだまさおり）
CD
1. Morning Arch [4:43]
作曲・編曲：神前暁
テレビアニメ『Aチャンネル』オープニングテーマ
2. I meet You◎ [3:53]
作曲：石濱翔、編曲：石濱翔、神前暁
3. FOCUS! FOCUS! [4:27]
作曲：田中秀和、編曲：田中秀和、神前暁
4. Morning Arch（Instrumental）[4:40]

DVD（初回限定盤のみ）
1. Morning Arch（Video Clip）

## ミュージシャン
| Morning Arch - ドラムス：佐野康夫 - ベース：種子田健 - ギター：飯室博 I meet You◎ - ドラムス：近藤里保 - ベース：黒須克彦 - ギター：飯室博 | FOCUS! FOCUS! - ベース：黒須克彦 - ギター：後藤貴徳 - トランペット：小林太 - トロンボーン：須賀裕之 |